# Laß Fürstin, laß noch einen Strahl

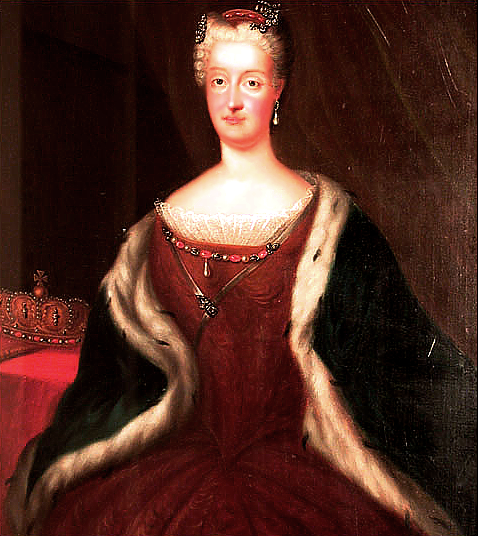
Christiane Eberhardine von Brandenburg-Bayreuth

Laß Fürstin, laß noch einen Strahl of Trauerode (BWV 198) is een wereldlijke cantate geschreven door Johann Sebastian Bach. Bach gaf de cantate zelf de titel Tombeau de Sa Majesté la Reine de Pologne.

## Programma
De cantate is geschreven ter gelegenheid van een universitaire herdenking van de op 5 september 1727 overleden Poolse koningin en Saksische keurvorstin Christiane Eberhardine. De in de kern wereldlijke cantate werd uitgevoerd op 17 oktober 1727 in de St. Paulinerkirche, die zowel universiteitskerk als aula van de universiteit van Leipzig was (en is). Zie ook de cantatekalender.

## Muzikale bezetting
Bach had een groot orkest tot zijn beschikking. Het orkest was voor cantatebegrippen dan ook uitzonderlijk groot. Naast de 'traditionele' bezetting (violen, altviolen, fluiten, klavecimbel, hobo's, basso continuo, een koor en solisten), spelen in deze cantate ook traverso's, hobo's d'amore, viola's da gamba en luiten mee. 

## Toelichting

### Algemeen
Christiane Eberhardine was getrouwd met de Saksische keurvorst Frederik August I. Deze bekeerde zich tot het rooms-katholicisme om ook koning van Polen te kunnen worden. Christiane Eberhardine bleef echter luthers, waarmee ze in het lutherse Saksen zeer geliefd werd onder de bevolking. 
Toen Christiane Eberhardine in september 1727 overleed, was een officiële kerkelijke herdenking in Leipzig niet mogelijk, omdat het koningshuis formeel katholiek was. Bij wijze van uitzondering kreeg de student Hans Carl von Kirchbach koninklijke toestemming een herdenking te organiseren in de universiteit van Leipzig. Von Kirchbach vroeg hiervoor de toen nog jonge dichter en filosoof Johann Christoph Gottsched de teksten te schrijven. Bach werd gevraagd de muziek te componeren. Het feit dat Bach hiervoor werd gevraagd, leidde aanvankelijk tot protesten van Gottlieb Görner, muzikaal directeur van de universiteit van Leipzig.

### Muzikaal
De cantate bestaat uit twee delen. Het eerste deel gaat over de dood, het tweede deel over het eeuwige leven. Het tweede deel is dan ook aanmerkelijk vrolijker van aard. Tussen beide delen in werd tijdens de plechtigheid een rede uitgesproken door Von Kirchbach. 
De tekst van Gottsched bestond oorspronkelijk uit negen strofen van elk acht regels. Omdat Bach hier muzikaal niets mee kon, herschikte Bach de teksten: vijf van de negen coupletten werden in tweeën gehakt, waarna sommige delen weer met andere werden samengevoegd. Uiteindelijk ontstonden er tien coupletten, die - zoals gebruikelijk in veel van Bachs cantates - muzikaal werden vertaald in recitatieven, koren en aria's. Opmerkelijk is dat het knippen en plakken van de tekst door Bach vooral in het begin van de cantate plaatsvindt: aan het einde zijn de strofen ongewijzigd overgenomen. Mogelijk dat Bach hier in tijdnood gekomen is en de tekst verder zo gelaten heeft.
De uitvoering was een succes. Een beschrijving is terug te vinden in "Das thränende Leipzig" van Christoph Ernst Sicul: "In een plechtige optocht, terwijl de klokken luidden, liepen de notabelen van de stad en de rector en professoren van de universiteit de St. Paulikirche binnen, waar al vele anderen aanwezig waren: edelen - niet alleen uit Saksen maar ook buitenlandse predikanten, rechters en andere hoogwaardigheidsbekleders, samen met veel vrouwen. Nadat iedereen plaatsgenomen had, werd er een prelude gespeeld door het orgel, waarna de Trauer-Ode geschreven door Johann Christoph Gottsched, lid van het Collegium Marianum werd uitgedeeld onder de aanwezigen door de onderkosters. Korte tijd later was ook de rouwmuziek te horen, die gecomponeerd was door Kapellmeister Johann Sebastian Bach in Italiaanse stijl, met klavecimbel, die door Bach zelf bespeeld werd, maar ook met orgel, viola's da gamba, luiten, violen, blokfluiten en traverso's. De helft van de muziek was te horen voor en de helft na het uitspreken van de lof- en rouwrede."
De muziek van deze cantate is later door Bach hergebruikt bij het schrijven van de Markus-Passion. Bij de reconstructie van deze Passion in de jaren 90 van de 20e eeuw is hiervan gebruikgemaakt.